# マスコット栄誉の殿堂
マスコット栄誉の殿堂（英: Mascot Hall of Fame）は、2005年にアメリカ合衆国で設立された、スポーツのマスコットキャラクターに送られる表彰のこと。

## 概要
設立者は1978年から1993年まで、フィラデルフィア・フィリーズのマスコット「フィリー・ファナティック」役を務めたデビッド・レイモンドで、スポーツマスコット及びその演者による、積極的な社会貢献を促す狙いで設立された。殿堂といってもオンラインのサイトがあるだけで、実際の建物は存在しない。事務局のメールアドレスはデラウェア州ニューアークにある、レイモンドのマスコット会社宛になっている。
マスコットの演者や各スポーツチームの幹部、マスコット会社の取締役など、スポーツマスコットに関連の深い人物によって構成される選考委員会によって、殿堂入りマスコットが決定される。登場から10年以上経過したマスコットが、殿堂入り選考の対象となる。マスコットは選考委員会がまず候補を指名した後、殿堂入り最終候補を「6体」決定する。最終選考においてはオンライン投票が実施され、投票結果が選考の際考慮される仕組みである。
2005年から選考が始まり、毎年秋に殿堂入りマスコットが決定されてきた。また2006年からプロスポーツと大学で部門を分けて選出するようになったが、公式サイトは2008年の選考を最後に、現在は更新されていない。

## 殿堂入りマスコット一覧

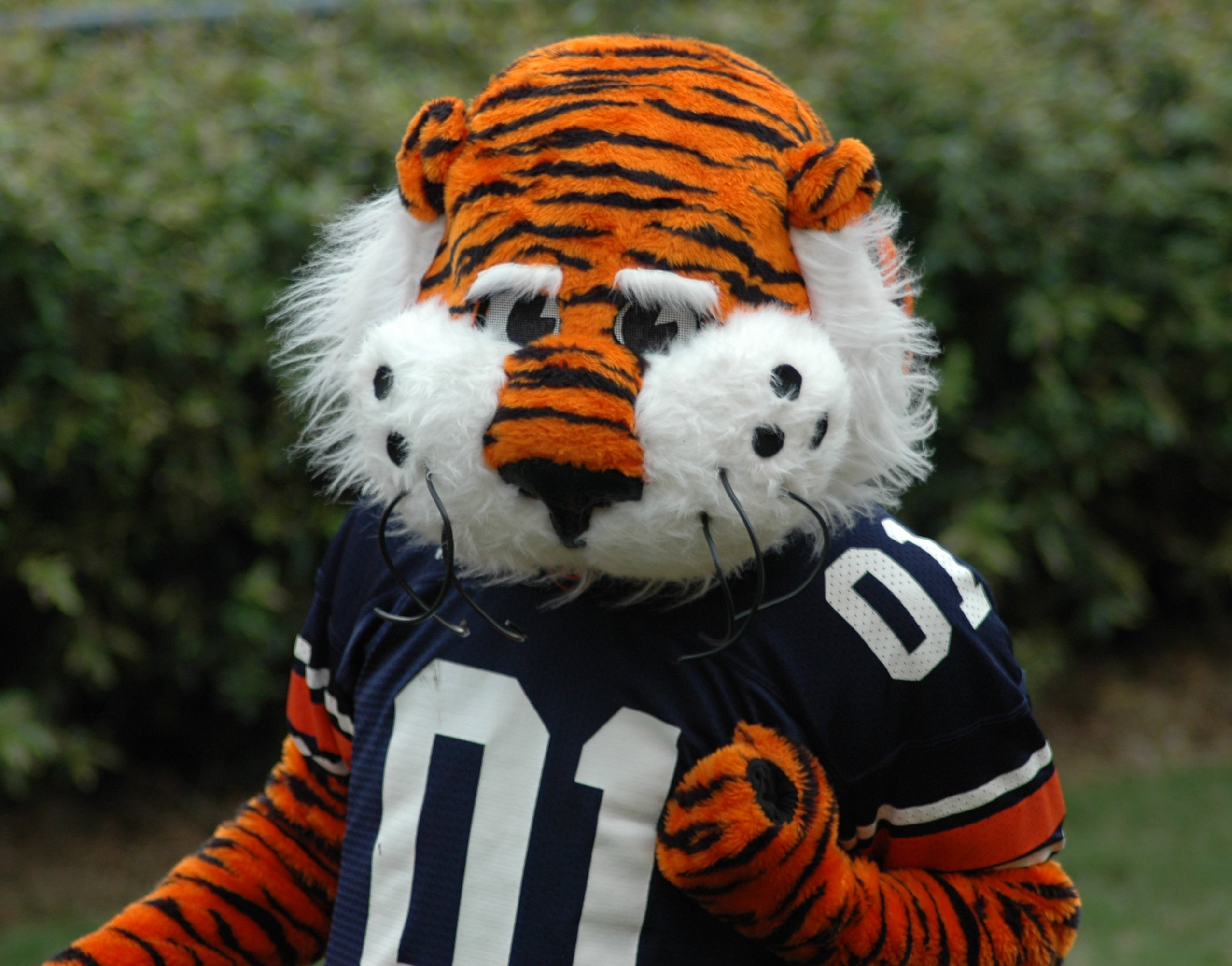
オーバーン大学のマスコット「オービー」

| 年度   | 分野               | 名前                     | 所属団体                             | 説明                           |
| ------ | ------------------ | ------------------------ | ------------------------------------ | ------------------------------ |
| 2005年 | プロフェッショナル | サンディエゴ・チキン     | TFC Inc.                             | 特定のチームには所属していない |
| 2005年 | プロフェッショナル | フィリー・ファナティック | フィラデルフィア・フィリーズ         | 緑色の架空の生き物             |
| 2005年 | プロフェッショナル | サンズ・ゴリラ           | フェニックス・サンズ (NBA)           |                                |
| 2006年 | カレッジ           | オービー                 | オーバーン大学                       |                                |
| 2006年 | カレッジ           | バッキー・バジャー       | ウィスコンシン大学マディソン校       |                                |
| 2006年 | プロフェッショナル | クラッチ                 | ヒューストン・ロケッツ (NBA)         |                                |
| 2006年 | プロフェッショナル | ジャズ・ベア             | ユタ・ジャズ (NBA)                   |                                |
| 2006年 | プロフェッショナル | KCウルフ                 | カンザスシティ・チーフス (NFL)       |                                |
| 2006年 | カレッジ           | ユーディー               | デラウェア大学                       | 青色のオンドリ                 |
| 2007年 | カレッジ           | ビッグレッド             | ウェスタン・ケンタッキー大学         | 赤い毛皮の塊のような架空の生物 |
| 2007年 | カレッジ           | ブルータス・バックアイ   | オハイオ州立大学                     | トチの木がモチーフ             |
| 2007年 | プロフェッショナル | ザ・コヨーテ             | サンアントニオ・スパーズ (NBA)       |                                |
| 2007年 | カレッジ           | リル・レッド             | ネブラスカ大学リンカーン校           |                                |
| 2007年 | プロフェッショナル | ミスター・メッツ         | ニューヨーク・メッツ (MLB)           |                                |
| 2008年 | プロフェッショナル | ロッキー                 | デンバー・ナゲッツ (NBA)             |                                |
| 2008年 | プロフェッショナル | スライダー               | クリーブランド・インディアンス (MLB) |                                |
| 2008年 | カレッジ           | スモーキー               | テネシー大学                         |                                |